# Saoul Mamby
Saoul Paul Mamby (n. 4 iunie 1947, New York City, New York, SUA – d. 19 decembrie 2019) a fost un boxer profesionist evreu afro-american, campion mondial la box.